# Tabo

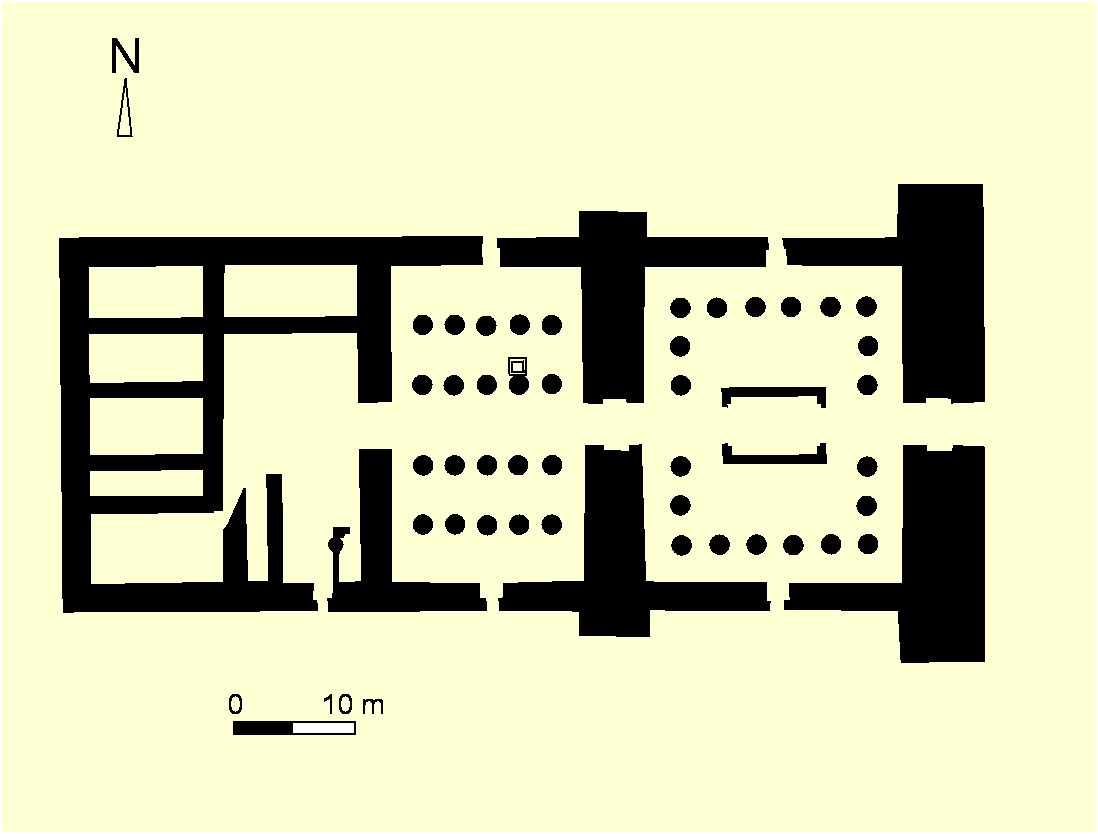
Temple a Tabo

Tabo (coneguda com a Argo Island) és una localitat del Sudan situada a l'illa d'Argo, a uns 40 km al nord de Dongola, a la riba del Nil, que té un temple de l'època faraònica (dinastia XIX).
El temple fou usat a l'època cristiana (segles IV a VII) com a església. Actualment (2004) es pot visitar.